# Crystal Triangle
Crystal Triangle (禁断の黙示録 クリスタル・トライアングル) còn được gọi là Crystal Triangle: The Forbidden (Final) Revelation (禁断の黙示録 クリスタル・トライアングル Kindan no Mokushiroku Crystal Triangle) là một OVA của Nhật Bản do Okuda Seiji làm đạo diễn được phát hành vào năm 1987. Phim lấy bối cảnh Chiến tranh Lạnh, pha trộn giữa khoa học viễn tưởng, chủ nghĩa thần bí và tôn giáo phương Đông và phương Tây, bộ phim này khắc họa rõ nét các chủ đề chinh phục quyền lực và tương lai của nhân loại.

## Cốt truyện
Trong bối cảnh Chiến tranh Lạnh vào những năm 1980, nhà khảo cổ học người Nhật Koichiro Kamishiro và nhóm của anh đang tìm kiếm một thông điệp thất truyền từ Chúa dành cho nhân loại. Họ phát hiện ra hai hình tam giác có khắc các dấu hiệu cổ xưa có lẽ là chìa khóa dẫn đến thông điệp này. Sau đó, một cuộc truy đuổi bắt đầu giữa CIA, KGB và một mạng lưới mật vụ của Nhật Bản để được chạm tay đầu tiên những cổ vật này và thông điệp của nó.
Trong khi đó, những tu sĩ Phật giáo từ bộ lạc Hih bí ẩn cũng đang cố gắng để có được thông điệp này trước bất kỳ ai khác. Khi các nhóm khác nhau hội tụ tại một địa điểm khảo cổ trên đảo Hokkaido, tình hình chuyển biến xấu dần khi không nhóm nào chịu nhượng bộ, và thế là từ một cuộc cãi vã bỗng chốc biến thành xung đột vũ trang đến mức ngỡ như một cuộc chiến tranh thế giới thứ ba.
Giới khảo cổ biết rằng cứ sau 26 triệu năm, một ngôi sao chết, Nemesis lại bay đến Trái Đất, gieo rắc sự hủy diệt hoàn toàn trên đường nó đi qua, như trong đợt tuyệt chủng của loài Khủng long. Đám tu sĩ Hih này thực ra là những người ngoài hành tinh xấu xa đang chờ đợi sự trở lại của Nemesis để áp đặt quyền thống trị lên Trái Đất một lần nữa. Di chỉ ở Hokkaido tiết lộ một con tàu vũ trụ cổ đại, che chở Chúa dưới hình dạng một ấu trùng ngoài hành tinh khổng lồ truyền thông điệp của nó đến Koichiro, qua một nữ đồng cốt, trước khi bị tiêu diệt mang lại hòa bình cho nhân loại.

## Lồng tiếng
- Tsukayama Masane: Koichiro Kamishiro
- Fujita Toshiko: Juno Cassidy
- Yara Yusaku: Grigori Yefimovich / Urga
- Yamamoto Yuriko: Miyabi Koto / Himiko
- Yao Kazuki: Isao Murakami
- Sho Mayumi: Mina Katsuki
- Nagai Ichiro: Kukai
- Katō Seizō: Ông già xứ Hakodate
- Fujimoto Yuzuru: Tư tế Bộ lạc Hih
- Wakamoto Norio: Ginji Iwagami
- Tokumaru Kan: Yoshioka
- Ginga Banjo: Dàrén
- Futamata Issei: Genpo
- Otaki Shinya: Numata
- Mikimoto Yuji: Chân sư Ubanishad
- Kobayashi Michitaka: Minato
- Ikeda Masaru: Người dẫn chuyện

## Sản xuất
Ashida Toyoo và Tadano Kazuko đều phụ trách khâu thiết kế nhân vật trong OVA này.